# Шкірно-венерологічний диспансер
Шкірно-венерологі́чний диспа́нсер є самостійним спеціалізованим лікувально-профілактичним закладом призначеним для:
- надання консультативно-діагностичної та лікувально-профілактичної допомоги населенню на закріпленій території;
- здійснення профілактичних та протиепідемічних заходів, які попереджують розповсюдження заразних хвороб шкіри та інфекцій, що передаються статевим шляхом.